# Сулейманов, Мовсар Мусаевич
Мовсар Мусаевич Сулейманов (род. 1991, Гехи, Чечено-Ингушская АССР) — российский гиревик, чемпион России, Европы и мира, рекордсмен России и мира, мастер спорта России международного класса.

## Биография
Родился в селе Гехи Урус-Мартановского района Чечни. Учился в школе № 3. Во время учёбы увлёкся вольной борьбой, которой занимался под руководством Адлана Бадалова. В 2007 году окончил школу и поступил в Елецкий медицинский колледж, где увлёкся гиревым спортом в СШОР «Спартак». Его наставником стал Заслуженный тренер России Игорь Новиков.
В 2010 году Сулейманов выиграл чемпионат Липецкой области и Кубок Ельца. В 2011 году он окончил колледж и поступил на спортивный факультет Елецкого государственного университета. Окончил бакалавриат и магистратуру. После окончания учёбы вернулся на родину. В 2015 году в Урус-Мартане открылся спорткомплекс «Ахмат», в котором Сулейманов начал работать тренером по гиревому спорту и кроссфиту. На следующий год он стал победителем этапа Кубка мира в Лас-Вегасе (США).
В 2019 году Сулейманов стал чемпионом и рекордсменом России, выполнив двумя руками 154 толчка гирь весом 32 кг и превысив рекорд мира. Однако этот результат был зарегистрирован лишь как российский рекорд, так как соревнования не имели международного статуса. В том же году на чемпионате мира в городе Нови-Сад (Сербия) стал победителем, установив при этом два мировых рекорда — 152 толчка двумя руками и 237 очков в сумме двоеборья. Российская сборная стала победительницей соревнований в командном зачёте.
На чемпионате Европы 2021 года в Казани Сулейманов стал чемпионом континента с мировым рекордом в толчке двумя руками — 162 раза. В том же году на чемпионате мира в Будапеште (Венгрия) он снова стал чемпионом с мировым рекордом, выполнив толчок двумя руками 166 раз.
Как тренер Сулейманов воспитал четырёх кандидатов в мастера спорта.